# Barrio Santa Rosa
Barrio Santa Rosa, även La Gallinada, är en ort i kommunen San Simón de Guerrero i delstaten Mexiko i Mexiko. Samhället hade 269 invånare vid folkräkningen 2020.